# 3550 Link
A 3550 Link (ideiglenes jelöléssel 1981 YS) a Naprendszer kisbolygóövében található aszteroida. Antonín Mrkos fedezte fel 1981. december 20-án.